# Rifugio Emílio Goeldi
Il rifugio Emílio Goeldi (in portoghese Refúgio Emílio Goeldi) è un'installazione antartica estiva brasiliana intitolata al naturalista e zoologo Emílio Goeldi.
Costruito nel 1988 e localizzato ad una latitudine di 61°05′S ed a una longitudine di 55°20″O la struttura si trova sull'isola Elephant, nelle Shetland meridionali e dipende sia logisticamente che amministrativamente dalla stazione Ferraz.
Può ospitare sino a 6 scienziati per un massimo di 40 giorni.